# Jean Gautier
Jean Gautier, 1891-1968, fue un médico endocrinólogo y ensayista francés.

## Obras
- Freud a Menti C.E.V.I.C. 1977 - Préface de Jean du Chazaud
- Révélations sur la sexualité C.E.V.I.C. 1979
- Dernières et nouvelles connaissances sur l'homme, 1948.
- L'enfant ce glandulaire inconnu, 1961.